# Eric Dutton
Eric Ogden Dutton (* 26. Juli 1883 in Chorlton-cum-Hardy; † 29. März 1968 in Cheshire) war ein britischer Lacrossespieler.

## Erfolge
Eric Dutton war bei den Olympischen Spielen 1908 in London Mitglied der britischen Lacrossemannschaft und spielte auf der Position eines Verteidigers. Neben ihm gehörten außerdem George Alexander, George Buckland, Sydney Hayes, Wilfrid Johnson, Edward Jones, Reginald Martin, Gerald Mason, Johnson Parker-Smith, Hubert Ramsey, Charles Scott und Norman Whitley zum Aufgebot. Nach dem Rückzug der südafrikanischen Mannschaft wurde im Rahmen der Spiele lediglich eine Lacrosse-Partie gespielt, die zwischen dem Gastgeber aus Großbritannien und Kanada ausgetragen wurde. Nach einer 6:2-Halbzeitführung gewannen die Kanadier die Begegnung letztlich mit 14:10, sodass Dutton ebenso wie seine Mannschaftskameraden die Silbermedaille erhielt.
Auf Vereinsebene war er für Albert Park & Didsbury aktiv. Darüber hinaus bestritt er auch zahlreiche Partien auf County-Ebene für Lancashire sowie für The North, für den er in den zur damaligen Zeit prestigereichen Begegnungen gegen The South antrat. Dutton engagierte sich außerdem auf Funktionärsebene bei der North of England Lacrosse Association.